# 珪素 (作家)
珪素（けいそ）は、日本のライトノベル作家、漫画原作者。

## 経歴・人物
2016年に小説投稿サイト「カクヨム」が開設し、同サイトが活況を呈しているのを目の当たりにしたことで2018年頃から小説投稿サイトへの投稿を開始した。以前から参加していたネットゲームのコミュニティ『戦闘破壊学園ダンゲロス』のプレイヤーの一人とカクヨムでどちらが評価点を取れるか競争しようという話になり、これをきっかけに作品を投稿するようになった。
カクヨム投稿以前からダンゲロス内で、読者投票でSSの勝敗を決める企画に参加しており、こいつを倒してやりたいと思う相手がいる方が作品を書けると述べている。
カクヨムで公開した「異修羅」は、書籍版が「このライトノベルがすごい!2021」において、単行本・ノベルズ部門と新作部門両方に選ばれている。
自身のバイブル的な作品として、小説では◆EreM42GXZoの二次創作小説『ファイナルファンタジーS』の名を挙げている。また漫画では迫稔雄の『嘘喰い』、木多康昭の『喧嘩稼業』、荒木飛呂彦の『ジョジョの奇妙な冒険』などからの影響を述べている。 
文章面の影響では、かっこいい文章を書く人物としてロケット商会の名をあげている。

## 作品リスト
- 『異修羅』シリーズ（イラスト：クレタ、電撃の新文芸〈KADOKAWA〉）[6]
- 『超世界転生エグゾドライブ』シリーズ（イラスト：輝竜司、キャラクターデザイン：zunta、電撃の新文芸〈KADOKAWA〉）[7]
- 『アウトレイジョウ』（作画：杠憲太、ヤングアニマル〈白泉社〉）[8]